# إسحاق تايلور
إسحاق تايلور (بالإنجليزية: Isaac Taylor)‏ (2 مايو 1829 - 18 أكتوبر 1901) ، باحث إنجليزي مسيحي ، ومؤلف ، وعالم لغوي ، والده إسحاق تايلور مؤلف أيضا ، ومخترع .
له من ضمن مؤلفاته كتاب بعنوان (Canon of york) ، نُشر سنة 1885م ، ومن الأمور التي أوردها في الكتاب المذكور : الحالة التي كانت سائدة بين المسيحيين في الشرق عند بعثة النبي محمد .
ويقول فيه ما نصه : «وكان الناس في الواقع مشركين، يعبدون زمرة من الشهداء، والقديسين، والملائكة» .